# Jennifer Finnigan

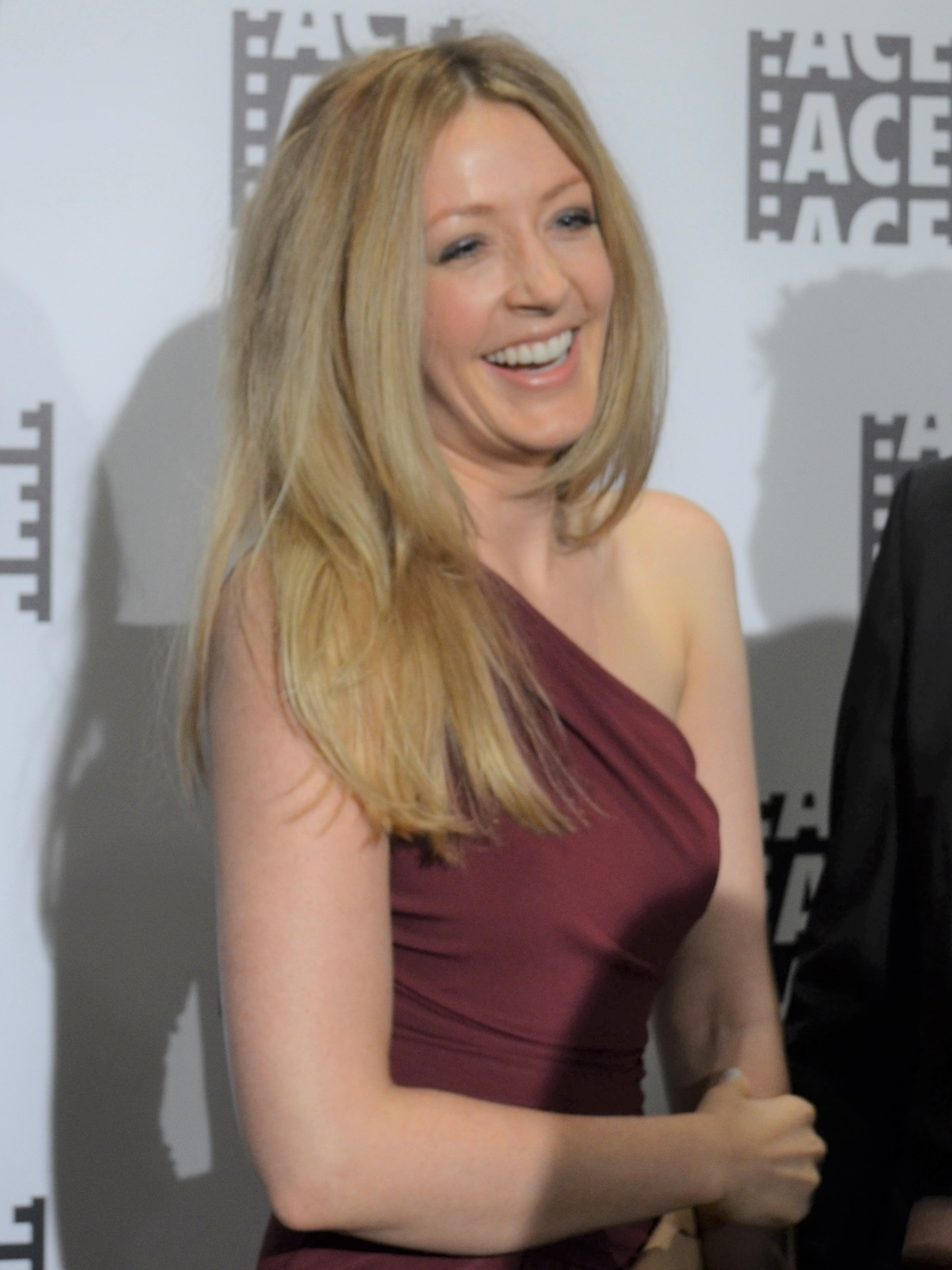
Jennifer Finnigan bei den ACE Eddie Awards 2012

Jennifer Christina Finnigan (* 22. August 1979 in Montreal, Québec) ist eine kanadische Schauspielerin.

## Leben und Karriere
Jennifer Finnigan spielte von 2000 bis 2004 die Rolle der Bridget Forrester in der Erfolgs-Soap Reich und Schön. Danach spielte sie in zehn Episoden in der Serie Crossing Jordan mit. Von 2005 bis 2007 spielte sie die Hauptrolle in der US-amerikanischen Krimiserie Close to Home.
Finnigan lernte Weihnachten 2004 ihren Schauspielkollegen Jonathan Silverman kennen, mit dem sie seit dem 7. Juni 2007 verheiratet ist.

## Filmografie (Auswahl)
- 1998: The Mystery Files of Shelby Woo (Fernsehserie, 3 Episoden)
- 1999–2000: Student Bodies (Fernsehserie, 16 Episoden)
- 2000: The Stalking of Laurie Show (Fernsehfilm)
- 2000: Grusel, Grauen, Gänsehaut (Are You Afraid of the Dark?, Fernsehserie, Episode 7x10)
- 2000–2004: Reich und Schön (The Bold and the Beautiful, Fernsehserie, 501 Episoden)
- 2004: Crossing Jordan – Pathologin mit Profil (Crossing Jordan, Fernsehserie, 10 Episoden)
- 2005: Committed (Fernsehserie, 12 Episoden)
- 2005–2007: Close to Home (Fernsehserie, 43 Episoden)
- 2005–2007: Dead Zone (Fernsehserie, 3 Episoden)
- 2008: Beethovens großer Durchbruch (Beethovens Big Break)
- 2009: Inside the Box (Fernsehfilm)
- 2010: Wedding for One
- 2010–2011: Better with You (Fernsehserie, 22 Episoden)
- 2013: Monday Mornings (Fernsehserie, 10 Episoden)
- 2014: Wild Card – Eine Nacht in Las Vegas (Wild Card)
- 2014–2016: Tyrant (Fernsehserie, 30 Episoden)
- 2017: Walking The Dog
- 2017: Andover
- 2017–2018: Salvation (Fernsehserie, 26 Episoden)
- 2018: Welcome to Christmas (Fernsehfilm)
- seit 2021: Moonshine (Fernsehserie)
- 2024: 9-1-1: Notruf L.A. (9-1-1, Fernsehserie, Episode 8x06)